# II Conferencia General del Episcopado Latinoamericano

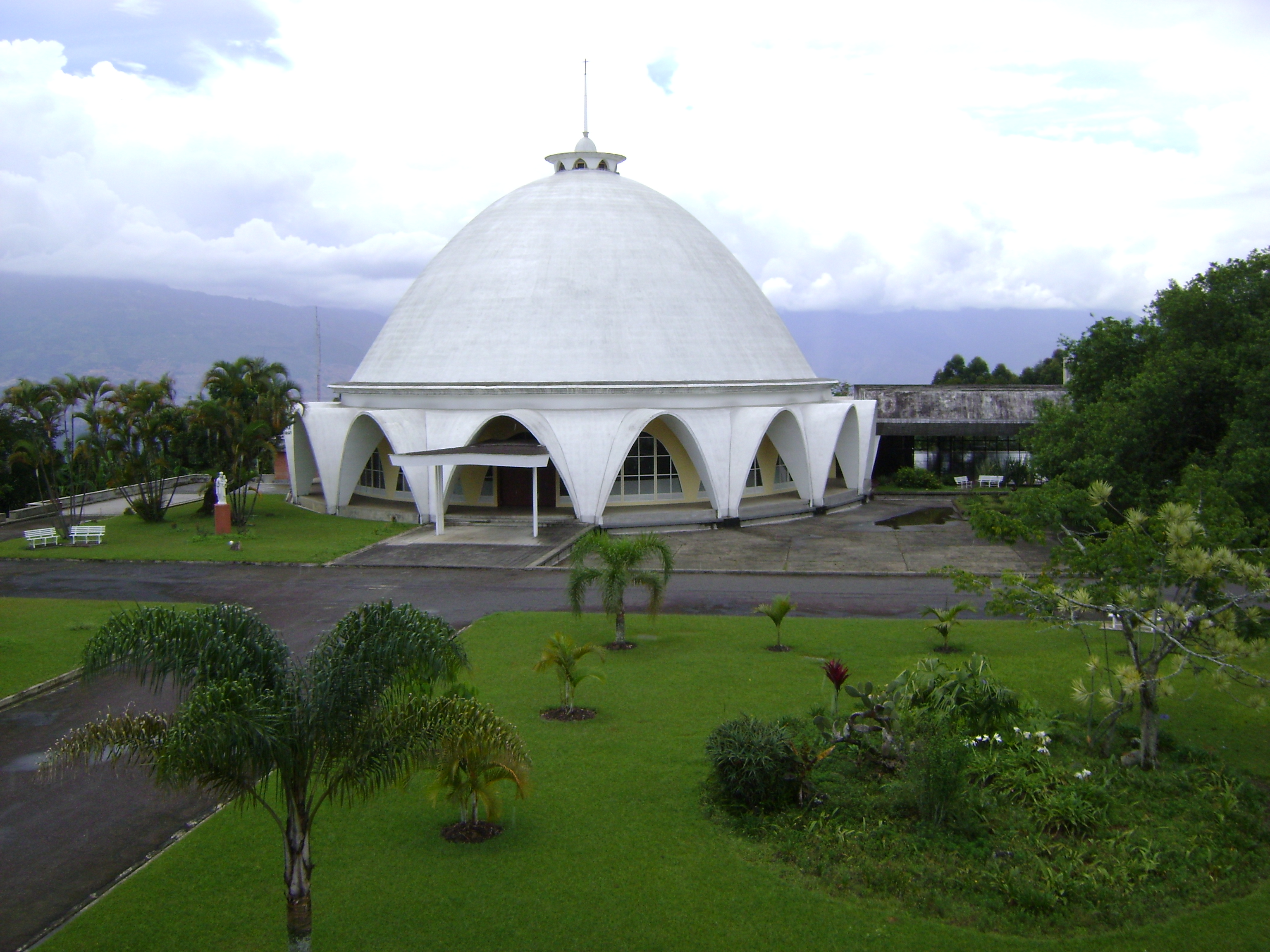
Seminario Mayor de Medellín donde se realizó la II Conferencia General del Episcopado Hispanoamericano.

La Segunda Conferencia General del Episcopado Hispanoamericano (CELAM) tuvo lugar en Medellín (Colombia) del 24 de agosto al 6 de septiembre de 1968.

## Antecedentes inmediatos
A diferencia de lo sucedido en la I Celam (Río de Janeiro 1956), donde la Santa Sede preparó y realizó en todas sus partes la Conferencia, en Medellín sería el Consejo Episcopal Latinoamericano (CELAM) quien definiría los temas, la mecánica de trabajo y la elección de los conferencistas con la aprobación de la Santa Sede.  
Los antecedentes inmediatos de la II Conferencia General del Episcopado Latinoamericano pueden situarse hacia el otoño de 1965 cuando el Concilio Vaticano II estaba a días de clausurarse. En ese momento Pablo VI reunió a los obispos de la directiva y equipos del Celam que participaban en el Concilio, con motivo del décimo aniversario de la creación de dicho organismo episcopal. En esa reunión el Papa exhortó a los ahí presentes a sensibilizarse y asumir una visión crítica frente a los problemas que agitaban a América Latina como un requerimiento indispensable para la acción pastoral de la Iglesia en esas regiones. 
Sería, pues, en ese ambiente que el entonces presidente del Celam, Manuel Larraín (obispo de Talca, Chile) concebiría la idea de una reunión episcopal latinoamericana para ver la realidad del continente a la luz del Vaticano II y que éste «no pasara al lado de la Iglesia latinoamericana». La iniciativa fue bien acogida e implícitamente animada por Pablo VI, situación que conduciría a la preparación formal de ese evento.  
Entre las principales reuniones del episcopado latinoamericano u órganos del Celam que influirían de manera decisiva en la preparación de la Asamblea de Medellín destacan las siguientes: 
- Baños (Ecuador), del 5 al 8 de junio de 1966. Encuentro Episcopal Latino-Americano sobre temas de educación, apostolado de los laicos y acción social.
- Mar de Plata (Argentina), del 11 al 16 de octubre de 1966. X Asamblea Ordinario del Celam sobre el desarrollo y la integración latinoamericana.
- Buga (Colombia), del 12 al 18 de febrero de 1967. I Encuentro Latinoamericano de Universidades Católicas, sobre la misión de la universidad católica en América Latina.
- Melgar (Colombia), del 20 al 27 de abril de 1968, I Encuentro Latinoamericano en territorios de Misión, sobre pastoral misionera.
- Itapoan, Salvador (Brasil), del 12 al 19 de marzo de 1968 complementario de la reunión de Mar de Plata con el tema Pastoral Social de la Iglesia.
- Medellín (Colombia), del 11 al 18 de agosto de 1968, sobre Catequesis.

Luego de la reunión ordinaria del Celam en Mar de Plata se solicitó, en mayo de 1967, a Roma que convocara la conferencia, al mismo tiempo que se sugirió como sede la ciudad de Medellín. En julio de 1967 se recibió la aprobación y comenzaron los preparativos. Se aprobó también el tema de la misma: «La presencia de la iglesia en la actual transformación de América Latina a la luz del Vaticano II», tema propuesto por Pablo VI en la reunión con los obispos latinoamericanos en noviembre de 1965. 
En cuanto al proceso documental que antecedió a la Asamblea de Medellín caben destacar dos textos: uno que sería conocido como «Documento Base Preliminar» (DBp), que fue enviado a los diversos episcopados nacionales en enero de 1968 acompañado de cinco anexos; y el llamado «Documento de Base» (DB), aparecido en junio de 1968. Este documento suscitaría opiniones encontradas tanto dentro como fuera de la Iglesia. Si bien dicho documento no influiría mayormente en el desarrollo de la Conferencia, sí definiría en gran medida los puntos a discutir y analizar en las asambleas: adopción del método pastoral sugerido en Gaudium et spes n. 4; incorporación en la parte del análisis de la realidad de la temática del «desarrollo» y la «dependencia»; apreciación de la situación de injusticia y marginación como indignante ética y teológicamente; y una fuerte preocupación de la Iglesia por una pastoral que respondiera a esos peculiares «signos de los tiempos» del subcontinente. 
Sin pretender ser exhaustivos, no está por demás mencionar que en el evento y los textos de la Conferencia de Medellín no solo confluyeron inquietudes y propuestas del episcopado latinoamericano, sino también de diversos sectores de Iglesia (laicos, sacerdotes, religiosos) muchos de los cuales se encontraban interpelados tanto por la hiriente realidad de marginación y pobreza de sus pueblos, como también por la aparición de nuevas experiencias eclesiales como eran las nacientes Comunidades Eclesiales de Base y el activismo de cristianos agrupados en los diferentes movimiento de Acción Católica. Así, pues la II Celam sería inaugurada por Pablo VI el 24 de agosto de 1968en Bogotá, se trasladaría a Medellín el 26 de agosto y se clausuraría el 6 de septiembre del mismo año.

## Participantes y dinámica de la Conferencia
Si se compara con el Concilio Vaticano II la Asamblea de Medellín no fue muy numerosa: apenas 247 asistentes donde además de los obispos hubo dos categorías de participantes: miembros efectivos con voz y voto (seis presbíteros delegados de las Conferencias Episcopales, 22 miembros nombrados por el Papa y los presbíteros miembros de la Junta Directiva de la Conferencia Latinoamericana de Religiosos, CLAR) y simples participantes con voz, pero sin voto (secretarios ejecutivos del Celam, miembros no-sacerdotes de la junta directiva de la CLAR, presbíteros, religiosos(as), laicos(as) invitados en calidad de expertos y observadores no-católicos). 
Cabe mencionar que los laicos fueron muy pocos, y escogidos entre los consagrados a movimientos apostólicos solamente, situación que ya sería criticada en ese momento. Por otra parte, cabe destacar que por primera vez en una reunión oficial del episcopado en América Latina, se contó con la presencia de once observadores no-católicos, hecho que destacará no solo, porque en Río de Janeiro no asistió ningún no-católico, sino porque en las siguientes el número fue decreciendo (cinco en Puebla y tres en Santo Domingo). Además su presencia en la II Celam no se redujo a su asistencia a los plenarios, como originalmente se había previsto, sino que les fue autorizado asistir a comisiones y subcomisiones (reglamento, art. 20, e). Para el trabajo concreto en la Conferencia los tres primeros días se dedicaron a la exposición y discusión de siete ponencias pronunciadas por otros tantos obispos. 

## Ponencias
1. «Los signos de los tiempos en América Latina» (Marcos G. McGrath, obispo de Santiago de Veraguas, Panamá).
2. «Interpretación cristiana de los signos de los tiempos hoy en América Latina» (Eduardo Pironio, Secretario General del CELAM).
3. «La Iglesia en América Latina y la promoción humana» (Eugenio de Araújo Sales, Administrador Apostólico, Salvador, Brasil).
4. «La evangelización en América Latina» (Samuel Ruiz G., obispo de San Cristóbal de las Casas, México).
5. «La pastoral de masas y la pastoral de élites» (Luis Eduardo Henríquez, obispo auxiliar de Caracas, Venezuela).
6. «La unidad visible de la Iglesia y la coordinación pastoral» (Pablo Muñoz Vega, arzobispo de Quito, Ecuador).
7. «Coordinación pastoral» (Leonidas E. Proaño, obispo de Riobamba, Ecuador).

Estas ponencias servirían de guía a las 16 comisiones y subcomisiones encargadas de elaborar las aplicaciones pastorales, cuya división y títulos corresponden fundamentalmente a las Conclusiones del Documento Final. 
Durante el desarrollo de la Conferencia tuvieron lugar dos incidentes significativos de las tensiones al interior de los obispos, así como del eco de la Conferencia en la sociedad. El primero fue el intento de presentación a la Asamblea de un texto titulado «Mayoritario del Episcopado Colombiano», mejor conocido como «contra-documento colombiano». Una vez hecho público dicho documento experimentó una trayectoria infortunada: nadie se presentó a defenderlo, varios obispos colombianos se deslindaron de él, fue rechazado desde el primer intento por la presidencia de la Conferencia y no sería citado ni en las Comisiones, ni mucho menos en los plenarios. En lo que ve a su contenido, el texto redactado con un tono exhortativo se caracteriza por enfatizar la conciliación social, así como por evitar mencionar en concreto realidades conflictivas. En cuanto al método este documento no adopta la metodología inductiva ya adoptada por los episcopados latinoamericanos desde el Documento Base Preliminar (enero de 1968). Otro incidente relevante fue que durante el desarrollo de la Asamblea doscientos universitarios y trabajadores reunidos en el café La Bastilla fueron discutiendo los mismos problemas que los obispos, siendo disueltos todas las noches por la policía. 

## Texto final de Medellín
A diferencia de reuniones posteriores del Celam, donde a manera de fruto de las Asambleas saldría un documento más o menos uniforme, Medellín sacaría dieciséis documentos, agrupados a su vez en tres grandes secciones:

### Promoción humana
1. Justicia
2. La Paz
3. Familia y demografía
4. Educación
5. Juventud

### Evangelización y crecimiento de la fe
6. Pastoral popular
7. Pastoral de élites
8. Catequesis
9. Liturgia

### La Iglesia visible y sus estructuras
10. Movimientos de laicos 
11. Sacerdotes 
12. Religiosos 
13. La formación del clero 
14. La pobreza de la Iglesia 
15. Pastoral de conjunto 
16. Medios de comunicación social 
Si en un principio la idea de los promotores de la segunda reunión general del Episcopado Latinoamericano era poner al día a la Iglesia latinoamericana a la luz del concilio Vaticano II, el evento y los textos de Medellín irían más allá, de tal modo que no solo se pretendió ajustar la vida de las iglesias a los cambios conciliares (empresa que aún constituye una tarea pendiente), sino que dicho evento fue también la oportunidad para esbozar el rostro concreto que debería asumir la Iglesia en América Latina para ser efectivamente «signo e instrumento» de salvación, así como para insertar a la Iglesia como pieza fundamental en los procesos de cambio social que experimentaba en esa época el continente.
En cuanto al primer cometido, los textos de Medellín muestran, no obstante algunas ambigüedades, una recepción fiel, pero también selectiva y creativa del concilio. Fiel y selectiva porque asume sin cortapisas la transformación del lenguaje y la vida eclesial de un modelo de cristiandad al mistérico/comunitario propuesto en Lumen gentium, en este mismo orden de ideas asume muchos otros elementos como la reforma litúrgica, la concepción experiencial e histórica de la revelación, el antropocentrismo integral, el método inductivo y la actitud dialogal con el mundo que había quedado plasmada en la Gaudium et spes. Pero, también deja fuera temas que no obstante su importancia en el concilio, no parecieron relevantes para América Latina, tal es el caso del ateísmo, la secularización, la revaloración del diaconado y el ecumenismo por mencionar solo algunos.
Así pues, se trató también de una recepción creativa, esto es, no se limitó simplemente a ajustar la iglesia de la región a las directrices emanadas del Concilio, sino que también intentó adecuar y enriquecer la recepción desde su propia historia y contexto; a manera de ejemplo tenemos las Comunidades de Base, el planteamiento de la salvación como liberación en la historia, la sacramentalidad de la iglesia desde la pobreza, y su compromiso total con los pobres y marginados. De hecho estas opciones y otros temas como el de la dimensión política de la fe y la relación entre desarrollo y salvación serían por los que Medellín llegaría a ser reconocido y recordado en la posteridad y, a partir de las cuales nacería la teología de la liberación.